# Minecraft: The Story of Mojang
Minecraft: The Story of Mojang là một bộ phim tài liệu năm 2012 về lịch sử của công ty Mojang và sự phát triển của họ, Minecraft. Bộ phim có các cuộc phỏng vấn với các nhân viên của công ty như Markus Persson và Jens Bergensten và những hiểu biết sâu sắc từ những người tham gia vào ngành công nghiệp trò chơi và từ những người chơi bị ảnh hưởng sâu sắc bởi trò chơi. Bộ phim do 2 Player Productions sản xuất. Quá trình sản xuất được tài trợ thông qua chiến dịch Kickstarter và kéo dài gần hai năm tại các địa điểm trên khắp Bắc Mỹ và Châu Âu.
Bộ phim được công chiếu lần đầu trên Xbox Live vào ngày 22 tháng 12 năm 2012 và có sẵn để tải xuống và phát trực tuyến vào ngày hôm sau.  2 Player Productions cũng đã đăng tải bộ phim tài liệu này lên chỉ mục torrent The Pirate Bay, nhưng kêu gọi mọi người cân nhắc mua bộ phim.

## Nội dung
Bộ phim tài liệu theo chân nhà phát triển Minecraft Mojang thông qua quá trình phát triển của trò chơi. Phim cũng có thông tin chi tiết từ nhiều người trong ngành công nghiệp trò chơi điện tử để thảo luận về sự phổ biến và ảnh hưởng của Minecraft.Các cuộc phỏng vấn từ Persson và các nhân viên khác của Mojang cung cấp cái nhìn sâu sắc về việc thành lập và mở rộng studio.

## Nhạc nền
Nhạc nền của phim được tạo ra bởi Daniel Rosenfeld, người cũng đã tạo ra hầu hết âm nhạc và âm thanh cho trò chơi. Bản nhạc đặc trưng được phát hành trong album One của Rosenfeld, gồm 31 bài hát. Đĩa CD có các bản hòa âm của crashfaster, Danimal Cannon, Bud Melvin và trừbaby. Nó cũng có giọng hát của Laura Shigihara.